# Списак играча ФК Партизан
Фудбалски клуб Партизан је српски професионални Фудбалски клуб из Београда, Србија, који тренутно игра у Супер лиги Србије. Играли су на свом садашњем домаћем терену, Стадиону Партизана, од 1949. године.
Овај чланак доноси списак свих играча који су играли за овај клуб од његовог оснивања, 1945. године. На списку су само играчи који су одиграли најмање једну утакмицу у неком од следећих такмичења: домаћа лига, домаћи куп и европска такмичења.
Нису укључени играчи који су играли само на пријатељским утакмицама, турнирима и који су били на проби.
|  |  |  |  |  |  |  |  |  |  |  |  |  |  |  |  |  |  |  |  |  |  |  |  |  |  |  |  |  |  |

## A
- Бранислав Аћимовић
- Родољуб Аћимовић
- Доминик Адија 8/0 (2011)
- Адмир Агановић 0/0 (2004–2007) 1 утакмица у Купу
- Никола Аксентијевић 36/1 (2010–2014)
- Живан Алексић
- Андерсон Маркес 2/1 (2011–2012)
- Патрик Андраде 26/2 (2022–2023)
- Живодраг Андрић 1/1 (1956–1957)
- Никола Антић 50/0 (2023–2025)
- Радомир Антић 196/9 (1970–1977)
- Немања Антонов 1.14 (2017–2018)
- Горан Арнаут 7/0 (1997–1998, 1999–2000)
- Кервин Ариага
- Драган Арсеновић 55/1 (1974–1979)
- Љубиша Арсеновић 9/0 (1953–1955)
- Живко Арсић
- Такума Асано 77/30 (2019–2021)
- Николас Аспрогенис 19/0 (2005–2007)
- Стефан Ашковски 3/2 (2012–2013)
- Александар Атанацковић 136/24 (1946–1954)
- Бранислав Атанацковић 2/0 (2004–2005)
- Велимир Атанацковић

## Б
- Дејан Бабић 6/0 (2011–2013)
- Милан Бабић 14/0 (1980–1981)
- Стефан Бабовић 157/26 (2003–2006, 2010–2012, 2015)
- Маки Бањак 18/0 (2020–2021)
- Жан Кристоф Баебек 8/1 (2020–2021)
- Бранимир Бајић 159/7 (2000–2007)
- Мане Бајић 188/19 (1962–1970)
- Милорад Бајовић 43/10 (1985–1986, 1987–1988, 1989–1990))
- Миодраг Бајовић 115/3 (1985–1990)
- Грегор Балажиц 51/1 (2015–2017)
- Срђан Баљак 2/0 (1999–2000)
- Иван Бандаловски 47/1 (2014–2016)
- Славко Бандука
- Зоран Батровић 47/16 (1987–1989)
- Самед Баждар 74/12 (2021–2024)
- Миладин Бечановић 56/17 (2000–2003)
- Радослав Бечејац 107/18 (1963–1967)
- Стеван Бецин
- Кристијан Белић 55/3 (2022–2024)
- Бруно Белин 240/18 (1951–1962)
- Будимир Белојевић
- Божидар Белојевић 16/0 (1952–1955)
- Дарко Белојевић 16/0 (1984–1989)
- Рахим Бешировић 36/12 (1995–1996)
- Вељко Бирманчевић 3/0 (2015–2016)
- Ненад Бјековић 210/86 (1969–1976)
- Ненад Бјековић мл. 68/17 (1991–1995, 1998–1999)
- Благојевић
- Драгољуб Блажић 20/3 (1957–1959)
- Стјепан Бобек 239/170 (1946–1959)
- Тодор Богдановић
- Горан Богдановић 187/17 (1985–1993)
- Градимир Богојевац 12/0 (1951)
- Мирослав Богосавац 26/0 (2015–2017)
- Милош Богуновић 73/12 (2008–2011)
- Валери Божинов 67/25 (2015–2017)
- Дражен Болић 114/21 (1994–1998)
- Петар Борота 84/0 (1976–1979)
- Ранко Борозан 48/3 (1954–1957)
- Милош Босанчић 26/0 (2006–2007)
- Мирослав Бошковић 38/4 (1973–1975)
- Пјер Боја 101/17 (2003–2007, 2010–2011)
- Дарко Божовић 29/0 (2007–2009)
- Младен Божовић 95/0 (2008–2010)
- Бранислав Браниловић
- Владимир Бранковић 2/0 (2008–2009)
- Дарко Брашанац 115/10 (2009–2016)
- Рајко Брежанчић 35/1 (2007-2010,2019-2022)
- Бојан Брновић 20/2 (2003–2005)
- Бранко Брновић 116/20 (1991–1994)
- Драгољуб Брновић 39/4 (1988–1989)
- Ненад Брновић 69/8 (2004–2006)
- Зенун Бровина 1/0 (1963–1964)
- Мирослав Брозовић 40/2 (1946–1948)
- Јовица Будисављевић 1/0 (1971–1972)
- Никола Будишић 111/0 (1967–1974)
- Предраг Бурчул 1/0 (1967–1968)

## В
- Јуриј Вакулко 2/0 (2017–2018)
- Марк Валијенте 41/1 (2018–2019)
- Марко Валок 196/124 (1947–1959)
- Звонко Варга 227/63 (1978–1986)
- Васић
- Димитрије Васиљевић
- Петар Васиљевић 68/5 (1990–1994)
- Велибор Васовић 155/4 (1958–1963, 1964–1966)
- Вашингтон да Силва 6/27 (2009–2010)
- Тарибо Вест 23/1 (2003–2004)
- Владимир Вермезовић 166/4 (1981–1989)
- Борко Веселиновић 21/1 (2002–2008)
- Тодор Веселиновић 28/16 (1952–1953)
- Видаковић
- Виденовић
- Милош Видовић 28/1 (1965–1969)
- Јоаким Виславски 129/32 (1959–1967)
- Јосип Вишњић 44/10 (1990–1991)
- Милан Вјештица 9/0 (2008)
- Душан Влаховић 27/3 (2015–2017)
- Влаисављевић
- Фадил Вокри 68/24 (1986–1989)
- Владимир Волков 112/10 (2011–2015)
- Стеван Воргић 6/2 (1949–1954)
- Љубомир Воркапић 78/28 (1991–1994)
- Зоран Вранеш 20/1 (1973–1975)
- Небојша Вранић
- Миодраг Врањеш 4/0 (1974–1975)
- Небојша Вучићевић 169/35 (1984–1989)
- Бранимир Вучковић 1/0 (1970–1971)
- Будимир Вујачић 151/16 (1989–1993)
- Игор Вујачић 129/11 (2019–2023)
- Никола Вујовић 19/3 (2008–2009)
- Слободан Вујовић
- Властимир Вукадиновић
- Владимир Вукајловић 1/0 (2005–2006)
- Симон Вукчевић 76/15 (2002–2006)
- Милан Вукелић 178/31 (1958–1969)
- Љубиша Вукеља 14/0 (2006–2007)
- Звонимир Вукић 156/72 (1999–2003, 2006, 2010–2012)
- Дејан Вукићевић 73/16 (1995–1998)
- Момчило Вукотић 429/118 (1967–1978, 1979–1984)
- Александар Вуковић 27/3 (1998–2000)
- Новица Вулић 31/0 (1972–1978)
- Мирослав Вулићевић 156/1 (2014–2019)

## Г
- Иван Гајић 1/0 (1994–1995)
- Милан Галић 180/95 (1958–1966)
- Иван Гашпар
- Горан Гавранчић 27/0 (2009–2010)
- Марјан Герасимовски 65/5 (1998–2001)
- Ђорђе Герум
- Фрањо Гласер 16/0 (1946–1947)
- Немања Главчић 3/0 (2015–2016)
- Седрик Гогуа 1. 12. (2016.)
- Ко Јанг-ђун
- Иван Голац 125/3 (1971–1978)
- Марко Голубовић 17/2 (2015–2016)
- Рикардо Гомес 151/92 (2018–2019, 2021–2023)
- Петар Грбић 68/6 (2013–2016)
- Миломир Грбин
- Рајко Грчевић 3/0 (1947–1950)
- Тодор Гребенаревић 1/0 (1965–1966)
- Жоао Грималдо
- Никола Грубјешић 49/15 (2003–2006)
- Павле Грубјешић 139/28 (1970–1981)
- Тодор Грујић
- Небојша Гудељ 123/10 (1991–1994)
- Никола Гулан 26/0 (2006–2007, 2013–2015)

## Д
- Никола Дамјанац 102/0 (1992–1993, 1994–1997, 1998–2000)
- Милан Дамјановић 175/1 (1962–1971)
- Дармановић
- Александар Давидов 41/4 (2009–2011)
- Натан де Медина
- Димитри Давидовић 25/0 (1963–1967)
- Андрија Делибашић 126/63 (1999–2003)
- Фусени Дијабате 45/7 (2022–2023)
- Ламин Дијара 151/75 (2007–2010, 2011–2012)
- Зоран Димитријевић 75/8 (1981–1985)
- Ерик Ђемба-Ђемба 16/0 (2013–2014)
- Рајко Дотлић
- Божидар Дреновац 34/2 (1947–1953)
- Никола Дринчић 56/5 (2003–2004, 2014–2015)
- Славко Дрљача 2/0 (1969–1970)
- Љубинко Друловић 38/6 (2003–2004)
- Игор Дуљај 207/6 (1997–2004)
- Дунаи
- Марио Дупланчић 3/0 (1952–1953)
- Јосип Дуванчић 22/4 (1956–1958)

## Ђ
- Данило Ђаковић
- Дамбас
- Миленко Ђедовић 2/0 (1995–1996)
- Милош Ђелмаш 162/25 (1979–1987)
- Армин Ђерлек 32/1 (2017–2019)
- Александар Ђоковић 1/0 (2008–2009)
- Боривоје Ђорђевић 195/22 (1965–1975)
- Бошко Ђорђевић 138/35 (1972–1980)
- Ненад Ђорђевић 204/18 (2003–2009)
- Свемир Ђорђић 202/33 (1968–1976)
- Бранислав Ђукановић 33/0 (1987–1988)
- Ненад Ђукановић 18/0 (1996–1998)
- Милоња Ђукић 74/15 (1984–1986, 1988–1989)
- Слађан Ђукић 13/1 (1990–1991)
- Владислав Ђукић 67/24 (1988–1989, 1990–1992)
- Александар Ђурђевић
- Милан Ђурђевић 59/19 (1989–1991)
- Миливоје Ђурђевић 17/0 (1946–1947)
- Урош Ђурђевић 45/35 (2016–2017)
- Никола Ђурђић 17/1 (2016–2017)
- Зоран Ђурић 68/6 (1994–1996)
- Живко Ђурић
- Саша Ђуричић 2/0 (1993–1994)
- Петар Ђуричковић 40/2 (2016–2017)
- Борислав Ђуровић 153/4 (1975–1980)
- Милко Ђуровски 83/45 (1986–1990)

## Е
- Еднилсон 16/0 (2008)
- Пашеко 25/5 (2011–2012)
- Mohamed El Monir 7/0 (2016–2017)
- Елиомар 7/0 (2012–2013)
- Ифеани Емегхара 56/0 (2004–2006)
- Габријел Енаке 15/2 (2018–2019)
- Ераковић
- Слободан Ескић
- Евертон Луиз 72/3 (2016–2018)

## Ж
- Миодраг Живаљевић 142/20 (1969-1975)
- Богољуб Живановић
- Александар Живковић 4/0 (1994-1995)
- Андрија Живковић 93/24 (2012-2015)
- Дејан Живковић 13/1 (1999-2000, 2002-2003)
- Драго Живковић
- Марко Живковић 79/1 (2013, 2021-)
- Звонко Живковић 216/70 (1978-1986)
- Живко Живковић 53/0 (2007-08, 2010-11, 2012-16)
- Жумбар
- Бајро Жупић 114/0 (1985-1990)
- Томаш Жонса 25/0 (2003–2004)

## З
- Гајас Захид
- Златко Захович 47/7 (1991-1993)
- Камел Зајем 7/0 (2008-2009)
- Бојан Зајић 34/6 (2006-2007)
- Бошко Заклан
- Раде Залад 75/0 (1978-1983)
- Бојан Завишић 13/0 (2002-2004)
- Илија Завишић 193/28 (1971-1980)
- Саша Здјелар 197/6 (2018-2022)
- Бранко Зебец 148/48 (1952-1958)
- Богдан Златић
- Марко Зорић 4/1 (2000-2001)
- Владимир Зовић
- Ибрахим Зубаиру
- Мухамед Забија 1.9 (2012-2013)

## И
- Брана Илић 46/8 (2009–2010)
- Бранко Илић 41/4 (2014–2015)
- Михајло Илић 58/4 (2021–2024, 2024–)
- Радиша Илић 102/0 (1998–2003, 2010–2013)
- Саша Илић 7/0 (1990–1995)
- Саша Илић 604/159 (1996–2005, 2010–2019)
- Ивица Илиев 239/70 (1997–2004, 2010–2011)
- Филип Илишић 1/0 (2010–2011)
- Драган Исаиловић 36/20 (1997–1998)
- Благој Истатов 50/0 (1973–1976)
- Радмило Иванчевић 74/0 (1975–1977, 1979–1981)
- Иван Иванов 83/10 (2011–2013)
- Ђорђе Ивановић 70/17 (2017–2020)
- Велимир Ивановић 6/0 (2000–2001)
- Ивановски
- Владимир Ивић 176/66 (1998–2004)
- Саша Ивковић 2/0 (2013–2014)

## Ј
- Сафет Јахић 7/0 (2006–2007)
- Лајош Јаковетић 64/2 (1947–1952)
- Дејан Јакшић
- Стеван Јакуш 5/0 (1946–1949)
- Орхан Јамаковић
- Јане Јаневски 6/1 (1946–1947)
- Марко Јанковић 13.101 (2016–2019)
- Јанкулов
- Славе Јанкуловски
- Тика Јелисавчић 2/1 (1953–1954)
- Драгољуб Јеремић 80/1 (1997–1998, 2000–2005)
- Милорад Јеремић 13/0 (1966–1967)
- Миодраг Јешић 170/14 (1980–1985, 1990–1991)
- Горан Јевтић 4/0 (1989–1990)
- Марко Јевтовић 122/12 (2015–2018, 2022)
- Јован Језеркић 9/9 (1947–1948)
- Ђа Сјућуен 19/0 (1987–1989)
- Станоје Јоцић 50/25 (1954–1957)
- Владимир Јоцић 19/0 (1979–1981)
- Драган Јојић
- Милош Јојић 133/22 (2012-2014, 2020-2022)
- Славиша Јокановић 82/26 (1990–1993)
- Дејан Јоксимовић 15/3 (1989–1990)
- Игор Јоксимовић 8/2 (1999-2001)
- Александар Јончић 73/0 (1956–1964)
- Владимир Јованчић 16/1 (2011–2012)
- Бранислав Јовановић 27/0 (2009–2011)
- Драгослав Јовановић 36/0 (1958–1964)
- Ђорђе Јовановић 49/10 (2016-2018, 2024–)
- Марко Јовановић 103/2 (2007–2011, 2015–2016)
- Миодраг Јовановић 183/1 (1946–1956)
- Јовановски
- Стеван Јоветић 61/23 (2005–2008)
- Марко Јовичић 16/0 (2015–2018)
- Милан Јовић 13/1 (1994–1996)
- Милован Јовић 39/7 (1977–1980)
- Немања Јовић 93/11 (2020–2023)
- Немања Јовшић 5/0 (2004–2007)
- Жука 59/10 (2007–2009)
- Јурај Јурак
- Марио Јурчевић
- Светозар Јуришић
- Фахрудин Јусуфи 195/2 (1957–1966)
- Вјекослав Јуван

## К
- Драги Каличанин 101/9 (1980–1985)
- Томислав Калоперовић 130/34 (1955–1961)
- Алдо Калулу
- Мохамед Камара 79/0 (2010–2013)
- Раденко Камберовић 3/0 (2010)
- Милан Кантарџић
- Франк Каноте 22/1 (2023–2024)
- Нинослав Капамаџија
- Славко Карановић 1/0 (1983–1984)
- Петар Касом 1/0 (1999–2000)
- Сречко Катанец 64/9 (1986–1988)
- Илија Катић 144/30 (1968–1973)
- Катинчић
- Матеја Кежман 74/43 (1998–2000)
- Ким Ђи-во 8/0 (2004–2005)
- Павле Киш 1/0 (1958–1959)
- Џозеф Кизито 17/0 (2010–2011)
- Никица Клинчарски 298/20 (1976–1985, 1987–1989)
- Милоје Кљајевић 16/0 (1988–1990)
- Филип Кљајић 55/0 (2014–2020)
- Филип Кнежевић 1/0 (2012–2013)
- Миодраг Кнежевић 15/0 (1971–1972)
- Срђа Кнежевић 83/2 (2007–2010)
- Немања Којић 55/17 (2013–2016)
- Божидар Колаковић 37/1 (1950–1954)
- Јовица Колб 40/1 (1984–1990)
- Драган Комненовић 1/0 (1957–1958)
- Стипан Копиловић 2/0 (1947–1948)
- Иван Корен
- Александар Косорић 2/0 (2008–2009)
- Небојша Косовић 81/5 (2015–2019)
- Новица Костић  11/0 (1981–1983)
- Кошчичарић
- Стефан Ковач
- Миленче Ковачевић
- Томислав Ковачевић 57/0 (1976–1980)
- Владица Ковачевић 226/105 (1958–1966, 1967–1970)
- Ковјанић
- Рефик Козић 183/15 (1972–1980)
- Мехмед Крајишник
- Митар Крајшић
- Ивица Краљ 197/0 (1995–1998, 2000–2001, 2003–2007)
- Милан Крањчић 14/0 (1958–1960)
- Слободан Крчмаревић 72/29 (1983–1984, 1991–1993)
- Кргин
- Младен Крстајић 180/17 (1995–2000, 2009–2011)
- Нијаз Куленовић
- Решад Куновац 110/4 (1975–1981)
- Милојко Курчубић 3/0 (1971–1974)
- Ненад Кутлачић
- Стевица Кузмановски 3/0 (1982–1983)
- Денил Кастиљо 15.2 (2024)
- Андрес Колорадо 1. 14. (2023.)
- Клео 67/42 (2009–2011)

## Л
- Никола Лакчевић 12/0 (2017–2024)
- Ристо Лакић 2/0 (2007–2008)
- Петар Лалић
- Чедомир Лазаревић 129/3 (1947–1959)
- Младен Лазаревић 12/0 (2006–2008)
- Жарко Лазетић 34/7 (2007–2008)
- Александар Лазевски 75/3 (2007–2013)
- Лазић
- Ђорђе Лазић 73/8 (2006–2009)
- Предраг Лазић 22/1 (2006–2008)
- Влада Лазичић 32/0 (1978–1981)
- Лазовић
- Данко Лазовић 118/46 (2000–2003, 2006, 2014–2015)
- Драган Лечић
- Никола Лековић 8/0 (2015–2016)
- Леонардо 41/27 (2016–2017)
- Ранко Лешков
- Иван Личанин
- Небојша Личанин 7/0 (1968–1970)
- Зоран Лилић 25/0 (1980–1983)
- Љу Хајгуанг 7/3 (1987–1989)
- Дарко Љубановић 7/0 (1997–1998)
- Марко Ломић 100/7 (2005–2007, 2009–2010)
- Саша Лопичић 1/0 (1983–1984)
- Горан Ловре 8/0 (2012–2013)
- Предраг Лука 62/10 (2013–2016)
- Милан Лукач 47/0 (2013–2015, 2021-2023)
- Илија Лукић
- Саша Лукић 33/2 (2014–2016)
- Братислав Луковић
- Александар Лутовац 89/3 (2019–2023)

## Љ
- Адем Љајић 57/12 (2008–2010)

## М
- Ференц Мако
- Никола Малбаша 54/3 (2002–2004)
- Филип Малбашић 25/2 (2013–2014)
- Дарко Малетић 52/4 (2006–2009)
- Драган Манце 134/47 (1980–1985)
- Милорад Мандић
- Давид Манга 1.11 (2011–2012)
- Никола Мањко
- Данијел Марчета 2/0 (2008–2009)
- Ђуро Марић 33/1 (1969–1972)
- Небојша Маринковић 47/18 (2003–2004, 2005–2008)
- Ненад Маринковић 36/2 (2004–2007, 2008–2009, 2014–2015)
- Петар Маринковић
- Драгомир Марјановић
- Никола Марјановић 24/0 (1984–1985)
- Саша Марјановић 12/0 (2016–2018)
- Дејан Марковић 29/1 (1989–1993)
- Лазар Марковић 154/35 (2011-2013, 2019-2022)
- Марко Марковић
- Мирослав Марковић
- Ратомир Марковић
- Саша Марковић 88/11 (2011–2015)
- Светозар Марковић 157/13 (2017–2019, 2020–2021, 2022-2024)
- Војислав Марковић 13/0 (1967–1971)
- Марко Марковски 10/2 (2006–2007)
- Зоран Мартиновић
- Сеад Машић 52/0 (1978–1985)
- Флоријан Матекало 7/2 (1946–1947)
- Милан Матић 2/0 (1971–1973)
- Јован Матковић
- Драгутин Механџић
- Михаљ Месарош
- Милош Михајлов 41/1 (2006–2008)
- Бранислав Михајловић 107/51 (1955–1965)
- Бранко Михајловић 1/0 (2008–2009)
- Љубомир Михајловић 218/2 (1961–1970)
- Милан Михајловић
- Немања Михајловић 51/10 (2015–2017)
- Првослав Михајловић 168/70 (1946–1957)
- Братислав Мијалковић 122/1 (1990–1996)
- Петар Мијатовић 4/1 (1956–1957)
- Предраг Мијатовић 134/51 (1990–1993)
- Предраг Мијић 4/0 (2010)
- Јован Миладиновић 135/15 (1956–1966)
- Дарко Миланич 134/3 (1986–1993)
- Предраг Милановић
- Слободан Милановић
- Никола Миленковић 44/4 (2015–2017)
- Мирослав Милетић
- Немања Г. Милетић 99/3 (2016–2019)
- Немања Р. Милетић 166/9 (2017–2020, 2021–2022)
- Слободан Милетић 34/2 (1989–1990, 1991–1992)
- Златко Милић 56/0 (1972–1975)
- Небојша Миличић 1/0 (1978–1979)
- Милан Милијаш 5/0 (2000–2001)
- Зоран Милинковић 2/0 (1990–1991)
- Марко Миловановић 27/3 (2021-2022)
- Александар Миљковић 146/3 (2007–2013, 2020–2022)
- Слободан Миљковић 1/0 (1969–1970)
- Војкан Миљковић 1/0 (2008–2009)
- Горан Милојевић 82/24 (1988–1990)
- Станоје Милорадовић 1/0 (1961–1962)
- Саво Милошевић 119/78 (1992–1995)
- Борис Милошевић 2/0 (1983–1984)
- Милован Миловић 27/1 (2004–2006)
- Бора Милутиновић 53/6 (1960–1966, 1971–1972)
- Милорад Милутиновић 76/1 (1956–1963)
- Милош Милутиновић 100/73 (1952–1957)
- Стеван Милутиновић
- Урош Милутиновић
- Немања Мирковић
- Спасоје Мирковић
- Зоран Мирковић 169/3 (1993–1996, 2003–2006)
- Ненад Миросављевић 15/2 (2006–2007)
- Ненад Мишковић 80/5 (1998–2004)
- Илија Митић 43/4 (1958–1963)
- Александар Митровић 42/18 (2012–2013)
- Милан Митровић 24/2 (2016–2017)
- Никола Митровић 18/0 (2006–2007)
- Слободан Митровић
- Младеновић
- Квинси Мениг 108/22 (2021–2024)
- Алмами Мореира 132/30 (2007–2011)
- Петар Мрђа 2/0 (1965–1966)
- Мрваљевић
- Нихад Мујакић
- Срђан Мулћан 1/0 (2010–2011)
- Синиша Мулина 13/2 (1996–1997)

## Н
- Алберт Нађ 258/16 (1992–1996, 2002–2007)
- Бранко Надовеза 23/0 (1969–1970)
- Љубомир Нанушевић
- Бибрас Натхо 245/72 (2019–)
- Александар Недовић 5/1 (2000–2004)
- Алекис Нгамби 3/0 (2008–2009)
- Зоран Никитовић 7/0 (1978–1980)
- Радосав Никодијевић 30/1 (1984–1986)
- Немања Николић 107/25 (2018–2019, 2023–)
- Риста Николић/Николовски
- Симо Николић 13/3 (1974–1977)
- Владан Николић
- Асен Николов 3/0 (2006–2007)
- Никола Нинковић 121/17 (2011–2016)
- Муса Нџај 2/0 (2018–2019)
- Норковић
- Џони Новак 41/5 (1990–1992)
- Ајаздин Нухи 29/0 (2001–2003)

## О
- Горан Обрадовић 111/39 (1996–2000)
- Иван Обрадовић 111/3 (2006-2009,2020-2022)
- Милан Обрадовић 29/1 (2013–2014)
- Обиора Одита 68/24 (2004–2007)
- Дејан Огњановић 42/2 (2001–2004)
- Радивоје Огњановић[1] 19/2 (1952–1953, 1961–1962)
- Жарко Оларевић 25/1 (1967–1969, 1971–1972)
- Фахрудин Омеровић 266/0 (1984–1992)
- Бојан Остојић 130/4 (2016-2022)
- Милош Остојић 57/3 (2011–2016)
- Абубакар Оумару 26.10 (2015–2016)
- Леонард Овусу
- Огњен Ожеговић 56/18 (2017–2019)

## П
- Божидар Пајевић 177/9 (1953–1961)
- Милутин Пајевић 26/8 (1948–1951)
- Милорад Пајковић
- Томислав Пајовић 7/0 (2012–2013)
- Бела Палфи 34/5 (1946–1948)
- Горан Пандуровић 149/1 (1989–1995)
- Данило Пантић 163/20 (2012–15, 2017–19, 2021–2024)
- Ђорђе Пантић 38/0 (2001–2007)
- Милинко Пантић 76/8 (1985–1988, 1989–1991)
- Бранко Пауљевић 7/0 (2012–2013)
- Благоје Пауновић 254/2 (1965–1975)
- Славољуб Пауновић
- Вељко Пауновић 36/3 (1994–1995, 2008–2009)
- Слободан Павковић
- Андрија Павловић 25/2 (2022–2024)
- Лазар Павловић 63/4 (2019–2022)
- Страхиња Павловић 57/2 (2018–2020)
- Предраг Пажин 78/8 (1995–1999)
- Бранко Пејовић
- Влада Пејовић 178/0 (1967–1978)
- Дејан Пековић 17/2 (1995–1997)
- Милорад Пековић 54/5 (1999–2001)
- Срећко Перчин
- Милан Перић 3/0 (2008–2009)
- Вукан Перовић 31/8 (1975–1977)
- Блажо Пешикан 1/0 (1992–1993)
- Периша Пешукић 2/0 (2019–2020)
- Владимир Петковић 1/0 (1995–1996)
- Борислав Петрић 5/0 (1981–1982)
- Гордан Петрић 140/6 (1988–1994)
- Александар Петровић 1/0 (2001–2002)
- Бранимир Петровић 24/1 (2004–2006)
- Иван Петровић 1/0 (2014–2015)
- Миомир Петровић 26/0 (1948–1950)
- Миодраг Петровић
- Мирослав Петровић
- Немања Петровић 56/1 (2013–2016)
- Никола Петровић 21/0 (2011–2013)
- Радосав Петровић 107/20 (2008–2011)
- Слободан Дане Петровић 108/9 (1967–1971)
- Владимир Петровић 7/0 (1961–1963)
- Иван Пилко
- Јосип Пирмајер 142/32 (1964–1968)
- Момчило Пивић
- Плазинић
- Ивица Погарчић 5/1 (1967–1968)
- Мирослав Полак 9/0 (1976–1978)
- Вирџил Попеску 18/0 (1946–1948)
- Александар Поповић 92/0 (2017–2023)
- Бранислав Поповић
- Ранко Поповић 2/0 (1990–1991)
- Звонко Поповић 56/2 (1980–1985)
- Марко Пожега
- Миодраг Прегељ
- Џевад Прекази 171/22 (1975–1983)
- Љуан Прекази 44/3 (1967–1969)
- Драгослав Профировић 1/0 (1965–1966)

## Р
- Никола Рацић
- Зоран Рацић
- Дејан Радак 1/0 (1992–1993)
- Милош Радаковић 211/5 (1965–1973)
- Радован Радаковић 78/0 (2000–2004)
- Љубомир Радановић 197/16 (1981–1988)
- Дејан Рађеновић 2/0 (1992–1993)
- Милан Радин 31/0 (2016–2018)
- Иван Радивојевић 2/0 (1990–1991)
- Славко Радојковић 11/0 (1973–1974)
- Џенан Радончић 7/0 (2003–2004)
- Срђан Радоњић 68/40 (2004–2007)
- Александар Радосављевић 11/0 (2007–2008, 2009–2010)
- Драган Радосављевић 14/0 (2006–2007)
- Иван Радовановић 2/0 (2006–2007)
- Милан Радовановић
- Лазар Радовић 102/18 (1958–1965)
- Миодраг Радовић 173/4 (1976–1987)
- Мирослав Радовић 82/13 (2003–2006, 2016)
- Радомир Радуловић 15/0 (1982–1985)
- Момчило Радуновић 21/4 (1946–1949)
- Иван Рајић 9/2 (1961–1963)
- Александар Ранковић 6/0 (2011–2012)
- Љубиша Ранковић 87/8 (1996–2002)
- Бранко Рашовић 112/1 (1964–1969)
- Вук Рашовић 101/9 (1992–1993, 1998–2002)
- Мирослав Реде 10/2 (1956–1959)
- Васил Рингов 1/0 (1973–1974)
- Немања Рнић 139/3 (2003–2008, 2011–2012)
- Слободан Ројевић 167/1 (1981–1986)
- Антун Рудински 10/6 (1962–1964)
- Антонио Рукавина 36/4 (2006–2008)
- Владимир Руман 8/0 (1951–1955)
- Фрањо Рупник 18/13 (1946–1947)
- Дејан Русмир 16/0 (2001–2003)

## С
- Золтан Сабо 85/1 (1996–2000)
- Срећко Сабов
- Умар Садик 52/23 (2019–2020)
- Иса Садриу 23/0 (1985–1987)
- Матеус Салдања 40/21 (2023–2024)
- Енвер Салихоџић 6/0 (1973–1974)
- Синиша Саничанин 75/2 (2021–2024)
- Слободан Сантрач 72/35 (1978–1980)
- Сеад Сарајлић 11/0 (1983)
- Ниша Савељић 113/18 (1995–1997, 2000–2001, 2005–2006)
- Бранко Савић 162/2 (1997–2000, 2001–2004)
- Стефан Савић 28/1 (2010–2011)
- Божидар Сенчар 24/7 (1946–1950)
- Петар Шевић
- Ксандер Северина 45/8 (2023–2024)
- Милован Сикимић 12/0 (2007–2009)
- Мирко Сикимић
- Војислав Симеуновић 1/0 (1964–1965)
- Кирил Симоновски 68/23 (1946–1949)
- Мирослав Сибиновић
- Драгомир Слишковић 17/1 (1960–1964)
- Адмир Смајић 221/10 (1980–1988)
- Андреја Смилески
- Зоран Смилески 24/3 (1967–1969, 1971–1972)
- Милан Смиљанић 195/4 (2005-2007,2010-2013,2018-2022)
- Теофилус Соломон 10/0 (2017–2018)
- Велимир Сомболац 105/0 (1959–1965)
- Душан Сопић
- Сејдуба Сума 114/27 (2017–2021)
- Игор Спасић 3/0 (1990–1991)
- Предраг Спасић 78/3 (1988–1990)
- Момчило Спасојевић 6/2 (1954–1960)
- Димитрије Србу
- Милан Срећо 1/0 (2004–2005)
- Борче Средојевић 47/1 (1988–1989)
- Сретен Сретеновић 3/0 (2012–2013)
- Иван Стаменковић
- Перица Станчески 1/0 (2005–2006)
- Бранислав Станић 1/0 (2007–2008)
- Милан Станић
- Драган Станисављевић 1/0 (1954–1955)
- Војислав Станишић 56/0 (1983–1984)
- Станковић
- Иван Станковић 9/0 (2001–2002)
- Војислав Станковић 103/1 (2010–2015)
- Александар Станојевић 53/0 (1998–2001)
- Вујадин Станојковић 147/10 (1989–1993)
- Слободан Станојловић 1/0 (2019–2020)
- Ненад Ставрић 2/0 (1981–1982)
- Димитрије Стефановић 15/0 (1952–1954)
- Милета Стефановић
- Војо Стефановић
- Ален Стевановић 47/6 (2015–2017)
- Филип Стевановић 72/13 (2018–2021)
- Горан Стевановић 177/29 (1983–1991)
- Иван Стевановић 57/4 (2008–2009, 2010–2011)
- Миладин Стевановић 14/1 (2014–2016)
- Миодраг Стевановић 6/0 (1979–1980)
- Немања Стевановић
- Синиша Стевановић 21/0 (2009–2010)
- Богдан Стевић 1/0 (2008–2009)
- Мирослав Стевић 4/0 (1988–1989)
- Младен Стипић
- Славен Стјепановић 10/1 (2007–2008)
- Жарко Стојадиновић
- Ненад Стојаковић 4/0 (1999–2000)
- Милан Стојановски 128/9 (1998–2000, 2001–2004)
- Славко Стојановић 162/1 (1951–1960)
- Томислав Стојановић
- Ранко Стојић 100/0 (1980–1984)
- Милош Стојичић 3/0 (1999–2000)
- Драган Стојисављевић 89/6 (1996–2000)
- Ацо Стојков 1/0 (2006–2007)
- Денис Стојковић
- Ненад Стојковић 270/9 (1974–1984)
- Владимир Стојковић 255/1 (2010–2014, 2017–2021)
- Небојша Стојменовић
- Лазар Стокић
- Илија Столица 6/0 (2000–2002)
- Звонко Стрнад 23/7 (1947–1949)
- Алберт Строни
- Ненад Студен 1/0 (2000–2001)
- Александар Субић 15/0 (2015–2016)
- Миралем Сулејмани 1/0 (2005–2006)
- Ђорђе Светличић 122/5 (1993–1999)
- Станко Свитлица 1/0 (1995–1996)

## Т
- Принс Тејго 18.11 (2010–2011)
- Антон Тапишка
- Игор Ташевски 147/2 (1994–1998)
- Леандре Тавамба 70/21 (2017–2018)
- Милан Тепић
- Дарко Тешовић 154/29 (1993–1999)
- Аранђел Тодоровић 98/4 (1973–1980)
- Мирко Тодоровић 17/3 (1994–1995)
- Слободан Тодоровић 26/0 (1971–1974)
- Стефан Тодоровић
- Ђорђе Томић 93/21 (1992–1994, 1998–2000)
- Иван Томић 179/31 (1993–1998, 2004–2007)
- Немања Томић 158/31 (2008–2013)
- Предраг Томић 41/1 (1973–1977)
- Миодраг Тобаров 9/0 (1950–1952)
- Милорад Тошић
- Зоран Тошић 142/44 (2007–2008, 2017–2020)
- Трајковић
- Хамиду Траоре 22/0 (2022-2023)
- Бранислав Трајковић 14/0 (2014)
- Виктор Треневски 106/24 (1994–1998)
- Горан Трифковић
- Александар Трифуновић 230/23 (1975–1983)
- Тихомир Трифуновић
- Горан Тробок 237/18 (1997–2003)
- Никола Трујић 13/3 (2015–2016)

## Ћ
- Марко Ћетковић 10/0 (2007–2008)
- Драган Ћирић 193/52 (1992–1997, 2004–2005)
- Милован Ћирић
- Зоран Ћирић 8/0 (1997–1998)
- Лазар Ћирковић 49/0 (2014–2018)
- Миливоје Ћирковић 142/2 (1999–2007)
- Јован Ћурчић 11/0 (1963–1965)
- Саша Ћурчић 89/19 (1993–1995)
- Жељко Ћурчић
- Мајкл Ћурчија 1/0 (2000–2001)
- Иван Ћурковић 227/0 (1964–1972)

## У
- Исмет Угљанин
- Слободан Урошевић 200/16 (2018–2023)
- Дејан Урумов

## Ф
- Фабрисио Дорнељас 22/0 (2015–2016)
- Љубомир Фејса 103/2 (2008–2011, 2022–2023)
- Томислав Филиповић 4/0 (1967–1968)
- Владимир Фирм 34/3 (1946–1949)
- Исмаел Беко Фофана 22/8 (2013–2016)
- Кориолан Фољан
- Пап Фирер
- Фунтек
- Младен Фуртула 23/0 (1970–1973)

## Х
- Хајдаревић
- Мустафа Хасанагић 133/73 (1961–1969)
- Јусуф Хатунић 118/0 (1976–1981)
- Антун Херцег 163/44 (1951–1958)
- Богдан Хибловић
- Драго Хмелина 12/6 (1954–1956)
- Едвард Хочевар 3/2 (1950)
- Филип Холендер 69/11 (2020-2022)
- Хорват
- Идриз Хошић 82/38 (1966–1970)
- Гоце Христов 77/27 (1994–1997)
- Витор Уго 4/0 (2007–2008)

## Ц
- Звонко Цањуга 1/0 (1947–1948)
- Лука Цуцин 5/0 (2017–2019)
- Зоран Цветановић 20/1 (1970–1975)
- Ненад Цветковић 48/12 (1972–1975)

## Ч
- Иван Чабриновић
- Драган Чадиковски 23/5 (2007–2009)
- Златко Чајковски 190/28 (1946–1955)
- Дамир Чакар 174/73 (1995–1997, 2001–2004)
- Владо Чапљић 58/4 (1985–1988)
- Срђан Чебинац 20/8 (1956–1960)
- Звездан Чебинац 107/12 (1958–1964)
- Мирослав Чермељ 24/0 (1993–1995)
- Петар Чecтић
- Латиф Чичић 10/0 (1968–1969)
- Ратко Чолић 142/0 (1946–1956)
- Борко Чудовић 3/0 (1954–1955)
- Дејан Чуровић 41/25 (1993–1994)

## Ш
- Шабан
- Бранимир Шабановић
- Кујтим Шаља 28/2 (1983–1984)
- Иван Шапоњић 42/11 (2013–2016)
- Бојан Шаранов 23/0 (2016–2017)
- Никола Штулић 26/1 (2020–2022)
- Александар Шћекић 181/14 (2018–2022, 2023–)
- Марко Шћеповић 68/21 (2010–2013)
- Слађан Шћеповић 156/30 (1984–1992)
- Стефан Шћеповић 25/8 (2012–2013)
- Златан Шеховић 33/1 (2018–2020, 2022-)
- Силвестер Шереш 14/1 (1946–1948)
- Василије Шијаковић 11/5 (1950–1952)
- Слободан Шипка
- Далибор Шкорић 5/0 (1993–1994)
- Петар Шкулетић 40/28 (2014–2015)
- Бојан Шљиванчанин 1/1 (2005–2006)
- Милутин Шошкић 208/0 (1955–1966)
- Рајко Шошкић
- Слободан Шошкић
- Фрањо Шоштарић 104/0 (1946–1953)
- Павле Шовљански
- Урош Шпановић
- Ђула Шпиц
- Душан Шуковић
- Шепе Шутевски
- Радоња Шутовић

## Најбољих једанаест
Партизан је 1995. године прославио пола века постојања. Партизанов весник, званични магазин навијача, организовао је масовну анкету како би изабрао најбољег играча и најбољи тим у историји клуба, под називом Величанствених једанаест. У анкети изабрани играчи су били
Голман
- Милутин Шошкић (5.910 гласова)

Одбрана
- Бруно Белин (5.958)
- Велибор Васовић (5.496)
- Бранко Зебец (5.218)
- Фахрудин Јусуфи (4.300)

Везни играчи
- Златко Чајковски (5.244)
- / Предраг Мијатовић (4.946)
- Милош Милутиновић (4.728)
- Момчило Вукотић (4.558)

Нападачи
- Стјепан Бобек (6.272)
- Милан Галић (5.058)

Белешка
- Играчи који су играли у југословенском периоду представљени су заставом која је одговарала тадашњој држави а нове државе су тада биле југословенске републике.

## Извор
- Списак играча Партивзана на worldfootball.net
- 1946/1991 све сезоне лиге статистика за ФК Партизан на EX YU Фудбал